# Luděk Šeller
Luděk Šeller (Domažlice, 11 luglio 1995) è un fondista ceco.

## Biografia
Attivo in gare FIS dal dicembre del 2011, Šeller ha esordito in Coppa del Mondo l'11 gennaio 2014 a Nové Město na Moravě (60º) e ai Campionati mondiali a Seefeld in Tirol 2019, dove si è classificato 54º nella sprint; ai Mondiali di Oberstdorf 2021 si è piazzato 24º nella sprint e 8º nella sprint a squadre. L'anno dopo ai XXIV Giochi olimpici invernali di Pechino 2022 si è piazzato 29º nella sprint e 14º nella sprint a squadre; ai Mondiali di Planica 2023 è stato 23º nella sprint, 9º nella sprint a squadre e 15º nella staffetta e a quelli di Trondheim 2025 si è classificato 46º nella sprint.

## Palmarès

### Coppa del Mondo
- Miglior piazzamento in classifica generale: 69º nel 2023